# Бут, Уильям
Уильям Бут (в источниках на русском языке также встречаются варианты Бутс и Бутц, англ. William Booth, 10 апреля 1829, Ноттингем — 20 августа 1912) — британский методистский проповедник, основатель Армии спасения и её первый генерал.

## Биография
Родился в 1829 году в Ноттингеме в семье с малым достатком. Некоторое время работал ломбардщиком, однако вскоре оставил эту работу, чтобы посвятить себя проповеднической деятельности. В 1865 году Бут переехал в Лондон, где проводил евангелизационные собрания среди бедняков. Вскоре к нему присоединился ряд верующих и движение Бута и его супруги Кэтрин приняло название «Христианская миссия» (англ. The Christian Mission). С 1878 года оно стало называться «Армия спасения» (англ. The Salvation Army), а Уильям Бут, как основатель организации, стал её первым генералом.
В 1890 году он опубликовал свою работу In Darkest England and The Way Out (в русском переводе «В трущобах Англии и выход из положения»). В первый месяц было продано более 100 000 копий книги, а поднятые в ней социальные проблемы заставили общество обратить внимание на Армию спасения, благодаря чему со всей страны в фонд организации стали поступать пожертвования. Уильям Бут скончался в 1912 году. Благотворительную деятельность Армии спасения продолжили его дети.